# シャーロット・ルイス

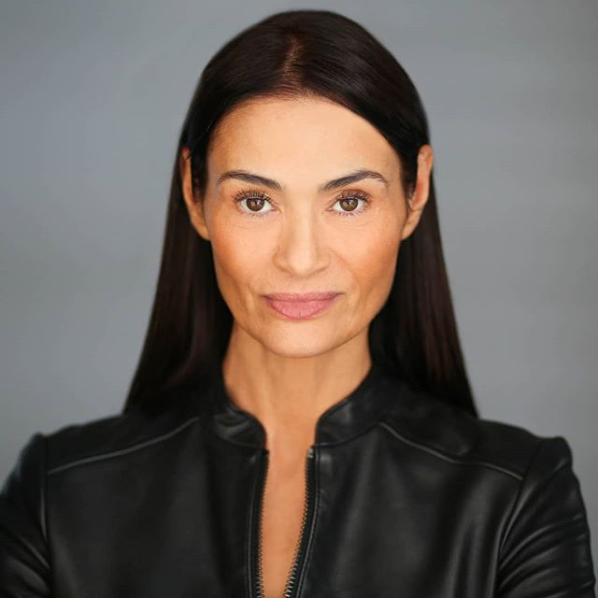
シャーロット・ルイス

シャーロット・ルイス（Charlotte Lewis、1967年8月7日 - ）は、イギリスの女優。

## 来歴
ロンドンのケンジントンにて生まれる。母はアイルランド人、父はイラク人とチリ人のハーフ 。
1986年、ロマン・ポランスキー監督の『ポランスキーの パイレーツ』でデビュー。同年、エディ・マーフィ主演の映画『ゴールデン・チャイルド』に出演し、人気を博した。この時のセクシーな人物、ホットな人物のランキングで上位にランクインされた。
過去にミッキー・ローク、エリック・クラプトン、チャーリー・シーンと交際。現在はロンドンに戻り、母親の世話をしながら息子とともに生活している。現在でも時々テレビや映画に出演している。
2010年に記者会見を開き、彼女が16歳のときにロマン・ポランスキーより性的虐待を受けたと語った。

## 主な出演作品

### 映画
| 公開年 | 邦題 原題                                            | 役名               | 備考             |
| ------ | ---------------------------------------------------- | ------------------ | ---------------- |
| 1986   | ポランスキーの パイレーツ Pirates                    | マリア・ドロレス   |                  |
| 1986   | ゴールデン・チャイルド The Golden Child              | キー・ナン         |                  |
| 1988   | ダイヤル・ヘルプ Minaccia d'amore                    | ジェニー・クーパー |                  |
| 1989   | ガン・ヒート/野獣の標的 Tripwire                     | トルーディ         |                  |
| 1992   | スケッチ・アーティスト Sketch Artist                 | リース             | テレビ映画       |
| 1992   | ストーリービル/秘められた街 Storyville               | リー・トラン       |                  |
| 1993   | リーサル・コップ Excessive Force                     | アンナ             |                  |
| 1994   | リップスティック・カメラ Lipstick Camera             | ロベルタ・デイリー |                  |
| 1994   | メン・オブ・ウォー Men of War                        | ロキ               |                  |
| 1995   | レディ・ヴァンパイア/淫夢伝説 Embrace of the Vampire | サラ               |                  |
| 1995   | DECOY/密猟地帯 Decoy                                 | カティア           |                  |
| 1996   | 檻の中の女 The Glass Cage                            | ジャクリーン       | オリジナルビデオ |

### テレビシリーズ
| 放映年    | 邦題 原題                                        | 役名                       | 備考                            |
| --------- | ------------------------------------------------ | -------------------------- | ------------------------------- |
| 1988      | クライム・ストーリー Crime Story                 | Mai Lan                    | シーズン2 第12話 "Femme Fatale" |
| 1990-1991 | アウトロー・ポリス/傷だらけのバッジ Broken Badge | プリシラ                   | 6エピソード                     |
| 1995      | となりのサインフェルド Seinfeld                  | ニーナ                     | シーズン6 第11話 "The Switch"   |
| 1996      | ハイテク武装車バイパー Viper                     | エヴァンジェリン・レインズ | シーズン2 第7話 "White Fire"    |
| 1996      | 反逆のヒーローレネゲイド Renegade                | ケイト                     | シーズン5 第10話 "The Pipeline" |

## 参照
1. ↑  10 actresses from the 80's that propelled us into puberty
2. ↑  People - TIME
3. ↑  Alpert, Lukas I. (2010年5月15日). “New York Post”. Nypost.com 2011年4月14日閲覧。
4. ↑  “UK News & Business Directory”.   Printwords.co.uk (2010年5月15日). 2011年4月14日閲覧。
5. ↑  “ポランスキー監督に新たな性的虐待疑惑、英女優が会見”. AFPBB News. (2010年5月15日) 2014年6月4日閲覧。